# Alto Comisionado de Planificación
El Alto Comisionado de Planificación (Haut-Commissariat au Plan en francés) es el organismo encargado de la producción, análisis y publicación de estadísticas oficiales en Marruecos. Es el equivalente a organismos como el Instituto Nacional de Estadística en España, el Instituto Nacional de Estadística y Geografía en México, el Instituto Nacional de Estadística y Censos en Argentina o la Oficina del Censo en Estados Unidos. Su director actual es Ahmed Lahlimi Alami.

## Historia
El HCP fue creado en 2003, sustituyendo al entonces existente Ministerio de Planificacióon y de Predicciones Económicas. El 10 de septiembre de este mismo año el rey Mohamed VI nombró director del organismo a Ahmed Lahlimi Alami, quien mantiene el puesto en la actualidad.

## Organización

### Administración central
- Alto Comisario de Planificación: es el director del organismo y tiene rango de ministro. Su nombramiento corre a cargo del rey. Desde la fundación del HCP en el año 2003, el alto comisario ha sido Ahmed Lahlimi Alami.[1]
- Inspección General
- Gabinete
- Secretariado General
- Dirección de Estadística
- Dirección de Planificación
- Dirección de Predicción y Prospectiva
- Dirección de Contabilidad Nacional
- Dirección de Recursos Humanos

### Centros y escuelas dependientes del HCP
- Centro Nacional de Documentación
- Centro Nacional de Evaluación de Programas
- Centro de Estudios e Investigaciones Demográficas
- Observatorio de Condiciones de Vida de la Población
- Instituto Nacional de Análisis de Coyuntura
- Instituto Nacional de Estadística y Economía Aplicada
- Escuela de Ciencias de la Información
- Instituto de Formación de Técnicos en Estadística e Informática

### Entidades descentralizadas
- Direcciones Regionales

## Productos y servicios
El HCP elabora cada diez años el Censo General de Población y Vivienda, el cual establece las cifras oficiales de población del país. Hasta la fecha se han elaborado seis censos, en 1960, 1971, 1982, 1994, 2004 y 2014.